# Gerard Piqué
Pour les articles homonymes, voir Piqué (homonymie).
Piqué   est un nom espagnol. Le premier nom de famille, en général paternel, est Piqué.
Gerard Piqué, né le 2 février 1987 à Barcelone, est un footballeur international et homme d'affaires espagnol.
Il évolue au sein du FC Barcelone de 2008 à 2022 au poste de défenseur central. Il débute avec l'équipe d'Espagne en 2009. Cette même année, Gerard Piqué réalise avec son club un sextuplé inédit dans l'histoire du football : Ligue des champions, championnat d'Espagne, Coupe du Roi, Supercoupe d'Europe, Supercoupe d'Espagne et Coupe du monde des clubs. Il est considéré comme l'un des meilleurs défenseurs de l'histoire du football,,.
Le 11 juillet 2010, il remporte la Coupe du monde avec l'Espagne 1-0 contre les Pays-Bas, puis le 1er juillet 2012 le Championnat d'Europe 4-0 contre l'Italie en finale.
Le 11 août 2018, il annonce sa retraite internationale. Le 3 novembre 2022, il annonce sa retraite sportive via une vidéo sur Twitter. Il joue son dernier match face à Almería au Camp Nou le 5 novembre 2022.
Devenu homme d'affaires, il crée et préside le groupe Kosmos, notamment connu pour son soutien financier de la réforme de la Coupe Davis et comme propriétaire du FC Andorre.

## Biographie

### Départ pour Manchester United
Formé à La Masia le centre de formation du FC Barcelone, Gerard Piqué est transféré à Manchester United en 2004. Afin d'acquérir plus d'expérience, le club mancunien décide de le prêter au Real Saragosse lors de la saison 2006-2007 où il joue régulièrement avant de revenir la saison suivante en Angleterre. En 2008, il gagne la Ligue des champions et la Premier League avec Manchester.

### Retour au FC Barcelone

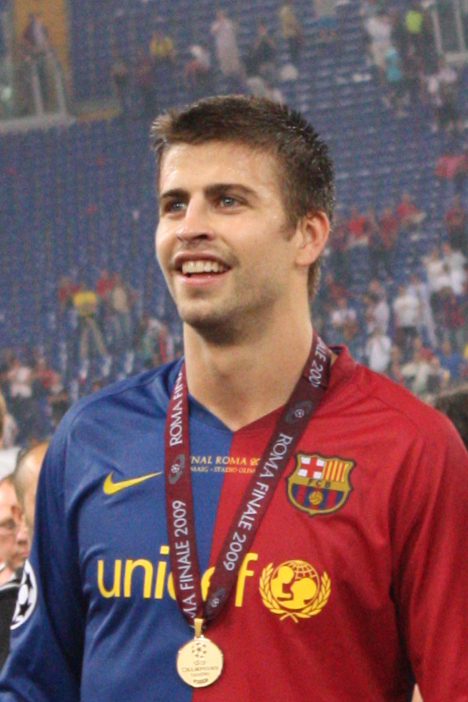
Gerard Piqué après la finale de la Ligue des champions 2009.

C'est en mai 2008, qu'il rejoint de nouveau le FC Barcelone en signant un contrat de quatre ans. Son transfert est estimé à plus de 5 millions d'euros. Avec un temps de jeu conséquent et dix titularisations sur 16 possibles lors de la première moitié de championnat, il est alors considéré comme l'un des meilleurs espoirs d'Europe. La revue Don Balón lui décerne le prix de joueur révélation du championnat espagnol en 2009.
Le 27 mai 2009, Gerard Piqué remporte la Ligue des champions face à son ancienne équipe, Manchester United, devenant ainsi un des rares joueurs à remporter cette compétition deux années de suite avec une équipe différente. Il joue toute la finale en charnière centrale aux côtés de Yaya Touré. Au terme d'une saison 2008-2009 exceptionnelle (triplé historique Championnat, Coupe, Ligue des champions), le joueur s'est affirmé comme titulaire indiscutable du Barça de Pep Guardiola.
Le 19 décembre 2009, il remporte avec Barcelone la Coupe du monde des clubs, son sixième titre de l'année.
Gerard Piqué prolonge le 26 février 2010 son contrat avec le FC Barcelone jusqu'en 2015.
En 2011, Gerard Piqué remporte sa troisième Ligue des champions, le championnat d'Espagne, la Supercoupe d'Espagne et la Coupe du monde des clubs.
Lors de la saison 2011-2012, il se trouve en difficulté et la question de sa place de titulaire dans l'équipe se pose ; Guardiola lui préfère parfois Javier Mascherano. Malgré sa performance passable durant cette saison, il est nommé dans le onze de l'UEFA.
Le nouvel entraîneur Tito Vilanova maintient Gerard Piqué comme une pièce essentielle de la défense barcelonaise au cours de la saison 2012-2013.
Le 22 décembre 2012, Gerard Piqué reçoit l'insigne traditionnel en argent que le FC Barcelone délivre aux abonnés du club (socios en espagnol) atteignant 25 ans d'ancienneté. Gerard Piqué est en effet abonné du club depuis sa naissance. Beaucoup de supporters le nomment ainsi "El Presidente".
Le 15 avril 2015, il dispute son 300e match sous les couleurs du Barça contre le Paris Saint-Germain en 1/4 de finale aller de la ligue des champions. Il remporte cette année-ci un second triplé historique avec son équipe.
Le 20 mai 2014, il renouvelle son contrat avec Barcelone jusqu'en 2019.
Le 18 janvier 2018, il est prolongé au Barça jusqu'en 2022.
En décembre 2018, il devient propriétaire du FC Andorre à travers sa société Kosmos Sports.
Le 20 octobre 2020, Piqué prolonge son contrat avec le FC Barcelone jusqu'en juin 2024.
Le 3 mars 2021, le Barça affronte Séville FC en demi-finale retour de Coupe d'Espagne. Le FC Barcelone s’était incliné 2 à 0 lors du match aller au stade Ramón-Sánchez-Pizjuán. Dans les dernières secondes, Gérard Piqué arrache les prolongations pour le Barça grâce à une superbe tête sur un centre de son coéquipier Antoine Griezmann. Le Barça se qualifie en finale de Coupe d'Espagne sur un score de 3-0 avec des buts d’Ousmane Dembélé (12’), Gérard Piqué (90’+4’) et Martin Braithwaite (95’).
Le 3 novembre 2022, il annonce via ses réseaux sociaux qu'il prendra sa retraite lors de la mi-saison. Le dernier match de sa carrière aurait été contre Osasuna, s'il n'avait pas été expulsé par l’arbitre dans le tunnel du Sadar pour contestation, avant même qu'il ne soit entré en jeu,. Son dernier match sera donc celui qu'il a joué au Camp Nou le 5 novembre 2022 contre Almeria (2-0).

### Carrière internationale

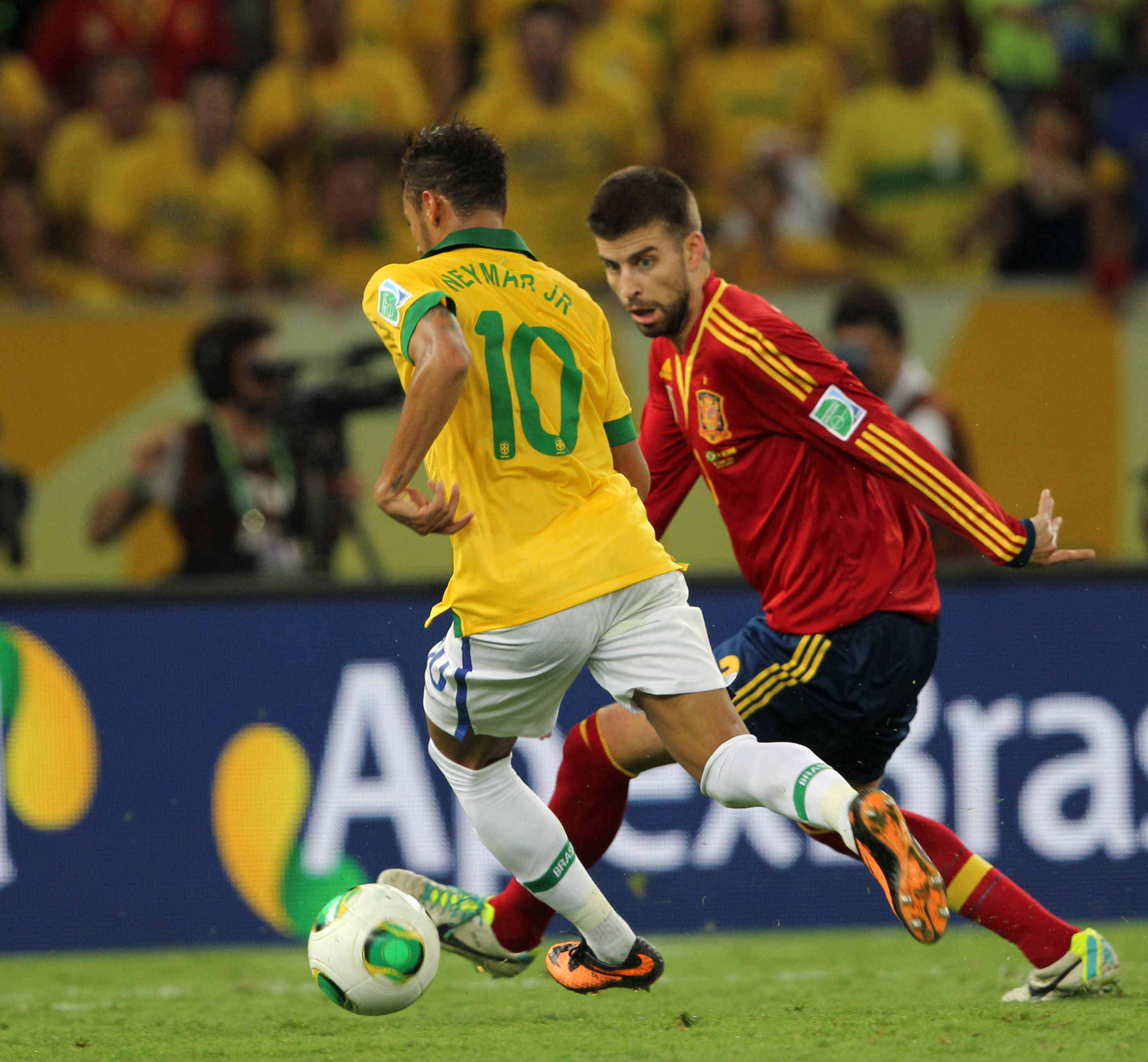
Gerard Piqué face à Neymar pendant la Coupe des confédérations 2013.

Gerard Piqué débute avec l'équipe d'Espagne le 11 février 2009 à Séville, lors d'un match amical face à l'Angleterre (victoire espagnole 2-0). Lors de son deuxième match avec l'Espagne, le 25 mars 2009 à Madrid (au stade Santiago-Bernabéu), il marque le but de la victoire face à la Turquie (1-0) en match qualificatif pour la Coupe du monde 2010 en jouant comme titulaire. Il est également titulaire quelques jours plus tard, le 1er avril 2009, contre la même Turquie à Istanbul avec un nouveau succès espagnol (2-1). Il devient alors un titulaire régulier en sélection, contribuant à la qualification de l'Espagne pour la Coupe du monde 2010.
Le 11 juillet 2010, il remporte la Coupe du monde en Afrique du Sud avec l'Espagne en battant les Pays-Bas  en finale (1-0 a.p.). Il aura joué l'intégralité des sept rencontres de la compétition, formant la charnière défensive centrale avec son coéquipier du Barça Carles Puyol.
Il est titulaire lors de l'Euro 2012 remporté par l'Espagne en formant la charnière défensive centrale avec Sergio Ramos.
Membre d'une liste provisoire de 25 joueurs espagnols sélectionnés pour disputer l'Euro 2016, il fait partie de la liste définitive de 23 joueurs annoncée le 31 mai. Lors du tournoi, il marque le seul but du premier match de poule de l'Espagne contre la Tchéquie à la 87e minute. L'Espagne est éliminée en huitièmes de finale par l'Italie. 
En octobre 2016, Piqué fait part de sa décision de mettre fin à sa carrière en sélection après la Coupe du monde 2018 en raison des controverses liées à son parcours dans celle-ci. La personnalité de Piqué est en effet clivante en Espagne du fait de son appartenance au FC Barcelone et des revendications d'indépendance catalane présentes autour de ce club et dans sa région. Piqué se voit reprocher d'avoir participé à la V de la Diada ou d'avoir montré une photo de son fils portant un maillot du FC Barcelone aux couleurs du drapeau catalan. Des déclarations autour du Real Madrid lui amènent également une hostilité particulière des supporters du club  merengue et de la presse qui lui est liée. En sélection, du fait du climat régnant autour du joueur, un match est déplacé de Madrid à Alicante en novembre 2015. Au cours de l'Euro 2016, il lui est reproché de ne pas avoir respecté l'hymne espagnol et quelques jours avant d'annoncer son futur retrait, il est accusé d'avoir voulu cacher le drapeau espagnol de son maillot.
Le 20 juin 2018, il joue son 100e match avec l'Espagne lors de la rencontre de Coupe du monde remportée face à l'Iran (1-0).

## Statistiques
| Saison                | Club                  | Championnat           | Championnat | Championnat | Coupe nationale | Coupe nationale | Coupe de la Ligue | Coupe de la Ligue | Supercoupe | Supercoupe | Compétition(s) continentale(s) | Compétition(s) continentale(s) | Compétition(s) continentale(s) | Supercoupe de l'UEFA | Supercoupe de l'UEFA | Mondial des clubs | Mondial des clubs | Total | Total |
| Saison                | Club                  | Division              | M.          | B.          | M.              | B.              | M.                | B.                | M.         | B.         | Comp.                          | M.                             | B.                             | M.                   | B.                   | M.                | B.                | M.    | B.    |
| 2004-2005             | Manchester United     | Premier League        | -           | -           | 1               | -               | 1                 | -                 | -          | -          | C1                             | 1                              | -                              | -                    | -                    | -                 | -                 | 3     | 0     |
| 2005-2006             | Manchester United     | Premier League        | 3           | -           | 2               | -               | 2                 | -                 | -          | -          | C1                             | -                              | -                              | -                    | -                    | -                 | -                 | 7     | 0     |
| 2006-2007             | Real Saragosse (prêt) | Liga                  | 22          | 2           | 6               | 1               | -                 | -                 | -          | -          | -                              | -                              | -                              | -                    | -                    | -                 | -                 | 28    | 3     |
| 2007-2008             | Manchester United     | Premier League        | 9           | -           | -               | -               | 1                 | -                 | -          | -          | C1                             | 3                              | 2                              | -                    | -                    | -                 | -                 | 13    | 2     |
| Sous-total            | Sous-total            | Sous-total            | 34          | 2           | 9               | 1               | 4                 | -                 | -          | -          | -                              | 4                              | 2                              | -                    | -                    | -                 | -                 | 51    | 5     |
| 2008-2009             | FC Barcelone          | Liga                  | 25          | 1           | 6               | 1               | -                 | -                 | -          | -          | C1                             | 14                             | -                              | -                    | -                    | -                 | -                 | 45    | 2     |
| 2009-2010             | FC Barcelone          | Liga                  | 32          | 2           | 1               | -               | -                 | -                 | 2          | -          | C1                             | 11                             | 2                              | 1                    | -                    | 2                 | -                 | 49    | 4     |
| 2010-2011             | FC Barcelone          | Liga                  | 31          | 3           | 7               | -               | -                 | -                 | 1          | -          | C1                             | 12                             | 1                              | -                    | -                    | -                 | -                 | 51    | 4     |
| 2011-2012             | FC Barcelone          | Liga                  | 22          | 2           | 8               | -               | -                 | -                 | 2          | -          | C1                             | 5                              | -                              | -                    | -                    | 1                 | -                 | 38    | 2     |
| 2012-2013             | FC Barcelone          | Liga                  | 28          | 2           | 4               | 1               | -                 | -                 | 2          | -          | C1                             | 10                             | -                              | -                    | -                    | -                 | -                 | 44    | 3     |
| 2013-2014             | FC Barcelone          | Liga                  | 26          | 2           | 2               | -               | -                 | -                 | 2          | -          | C1                             | 9                              | 2                              | -                    | -                    | -                 | -                 | 39    | 4     |
| 2014-2015             | FC Barcelone          | Liga                  | 27          | 5           | 6               | 1               | -                 | -                 | -          | -          | C1                             | 11                             | 1                              | -                    | -                    | -                 | -                 | 44    | 7     |
| 2015-2016             | FC Barcelone          | Liga                  | 30          | 2           | 5               | 2               | -                 | -                 | 1          | -          | C1                             | 7                              | 1                              | 1                    | -                    | 2                 | -                 | 46    | 5     |
| 2016-2017             | FC Barcelone          | Liga                  | 25          | 2           | 7               | -               | -                 | -                 | 1          | -          | C1                             | 8                              | 1                              | -                    | -                    | -                 | -                 | 41    | 3     |
| 2017-2018             | FC Barcelone          | Liga                  | 30          | 2           | 8               | 1               | -                 | -                 | 2          | -          | C1                             | 9                              | 1                              | -                    | -                    | -                 | -                 | 49    | 4     |
| 2018-2019             | FC Barcelone          | Liga                  | 35          | 4           | 5               | -               | -                 | -                 | 1          | 1          | C1                             | 11                             | 2                              | -                    | -                    | -                 | -                 | 52    | 7     |
| 2019-2020             | FC Barcelone          | Liga                  | 35          | 1           | 2               | -               | -                 | -                 | 1          | -          | C1                             | 7                              | -                              | -                    | -                    | -                 | -                 | 45    | 1     |
| 2020-2021             | FC Barcelone          | Liga                  | 19          | 0           | 2               | 0               | -                 | -                 | -          | -          | C1                             | 3                              | 1                              | -                    | -                    | -                 | -                 | 24    | 1     |
| 2021-2022             | FC Barcelone          | Liga                  | 27          | 1           | 2               | 0               | -                 | -                 | 1          | 0          | C1+C3                          | 4+5                            | 1+1                            | -                    | -                    | -                 | -                 | 39    | 3     |
| 2022-2023             | FC Barcelone          | Liga                  | 6           | 0           | 0               | 0               | -                 | -                 | 0          | 0          | C1                             | 4                              | 0                              | -                    | -                    | -                 | -                 | 10    | 0     |
| Sous-total            | Sous-total            | Sous-total            | 400         | 29          | 65              | 7               | -                 | -                 | 16         | 2          | -                              | 134                            | 13                             | 2                    | -                    | 5                 | 0                 | 622   | 51    |
| Total sur la carrière | Total sur la carrière | Total sur la carrière | 433         | 31          | 74              | 8               | 4                 | -                 | 16         | 1          | -                              | 138                            | 15                             | 2                    | -                    | 5                 | 0                 | 672   | 55    |

## Divers

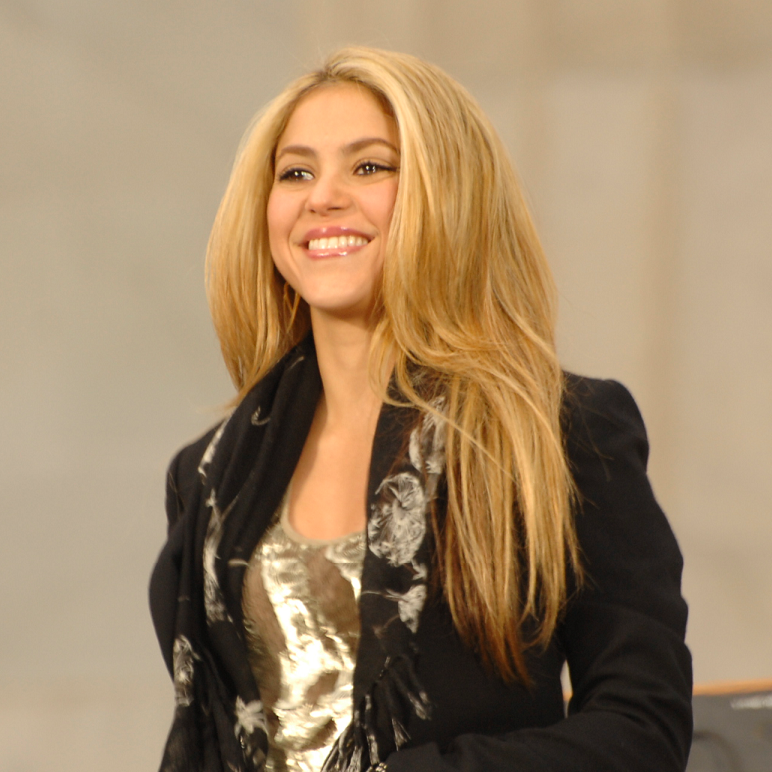
La chanteuse colombienne Shakira fut la compagne de Gerard Piqué.

Le second patronyme du joueur, celui de sa mère, Bernabéu, est d'origine catalane et est très répandu à Barcelone. Le grand-père du joueur, Amador Bernabéu, est d'ailleurs un ancien vice-président du FC Barcelone. La mère de Gerard Piqué, Montserrat Bernabéu, est neurologue et responsable de l'unité des dommages cérébraux acquis de l'Institut Guttmann à Badalone.
Lors de tous ses matchs, Piqué joue avec un maillot à manches longues. Il fait une apparition avec son partenaire du FC Barcelone, Lionel Messi, dans le clip de Waka Waka (This Time for Africa) et de Dare (La La La) de Shakira. Il est surnommé Shakiro, en raison de sa relation avec la star colombienne.
En février 2011, après plusieurs mois de rumeurs, Gerard Piqué publie sur sa page Facebook et son compte Twitter, une photo de lui accompagné de la chanteuse colombienne Shakira, ce qui est interprété par les médias espagnols comme une officialisation de leur couple. En septembre 2012, la chanteuse et le footballeur annoncent qu'ils attendent leur premier enfant. Le 22 janvier 2013, à 21 h 36, dans une clinique de Barcelone, Shakira, accompagnée par Gerard Piqué, donne naissance à un garçon, Milan Piqué Mebarak. Puis en septembre 2014, une nouvelle grossesse est annoncée. Le 29 janvier 2015, à 21 h 54, naît alors, dans la même clinique que son grand frère, leur second garçon, Sasha Piqué Mebarak.
Le grand-père de Gerard Piqué, Amador Bernabéu, procéda au même rituel que lors de la naissance du joueur, en inscrivant Milan et Sasha comme abonnés (socios) du FC Barcelone.
Lors de l'été 2017, les médias annoncent le départ de Neymar, star de Barcelone, vers le Paris Saint-Germain. Piqué twitte alors une photo de Neymar et lui accompagnée de la phrase Se queda. (« Il reste » en français). À la suite du transfert de Neymar au PSG, l'Espagnol avoue qu'il savait que son ami et coéquipier allait quitter le club catalan et que ce n'était qu'un coup de bluff pour le retenir au Barça. Sa phrase devient rapidement virale, étant l'objet de nombreuses moqueries sur les réseaux sociaux ainsi que chez certains footballeurs.
Gerard Piqué salue en octobre 2021 Josh Cavallo après que celui-ci a effectué son coming out,,,.
Le 4 juin 2022, après des rumeurs d’infidélité de la part de Gerard Piqué, ce dernier et Shakira annoncent officiellement leur séparation après 12 ans de vie commune.
En janvier 2023, Shakira sort le single Shakira: BZRP Music Sessions, Vol. 53, dont les paroles sont consacrées à son ex et décrit par certains média comme une vengeance contre ce dernier,,,.
En mai 2024, Gerard Piqué fait l'objet d'une enquête officielle pour son implication présumée dans des paiements illégaux lors du transfert de la Supercopa de España d'Espagne vers l'Arabie Saoudite.

## Engagement politique
Gerard Piqué prend position politiquement en faveur de l'idée d'un référendum pour l'indépendance de la Catalogne, lors de la Diada 2014 (fête catalane). Il réaffirme ce soutien le 1er octobre 2017, pour le référendum sur l'indépendance de la Catalogne en prenant part au vote alors même qu'il a été déclaré illégal par la justice espagnole.
Cette prise de position politique est accompagnée de nombreuses polémiques et suscite de vives réactions notamment négatives de la presse espagnole. En 2015, il n'hésite pas à se moquer du Real Madrid et oblige la fédération à déplacer le match Espagne-Angleterre de Madrid à Alicante par crainte des sifflets à son encontre. En juin 2016, il se justifie d'un doigt d'honneur lors d'un hymne national espagnol en affirmant qu'il ne faisait que croiser les doigts. Il est également accusé de découper les manches de son maillot de la sélection espagnole afin de ne pas porter les bandes rouges et jaunes du drapeau espagnol supposées y figurer.

## Palmarès

### En club
| Manchester United (3) : | FC Barcelone (31) : |
| --- | --- |
| - Championnat d'Angleterre - Champion : 2008 - Coupe de la ligue anglaise - Vainqueur : 2006 - Ligue des champions - Vainqueur : 2008 | - Championnat d'Espagne - Champion : 2009, 2010, 2011, 2013, 2015, 2016, 2018, 2019 et 2023 - Vice champion : 2012, 2014, 2017, 2020 et 2022 - Coupe d'Espagne - Vainqueur : 2009, 2012, 2015, 2016, 2017, 2018 et 2021 - Finaliste : 2011, 2014 et 2019 - Supercoupe d'Espagne - Vainqueur : 2009, 2010, 2011, 2013, 2016 et 2018 - Finaliste : 2012, 2015 et 2017 - Ligue des champions - Vainqueur : 2009, 2011 et 2015 - Coupe du monde des clubs - Vainqueur : 2009, 2011 et 2015 - Supercoupe de l'UEFA - Vainqueur : 2009, 2011 et 2015 |

### Sélection nationale

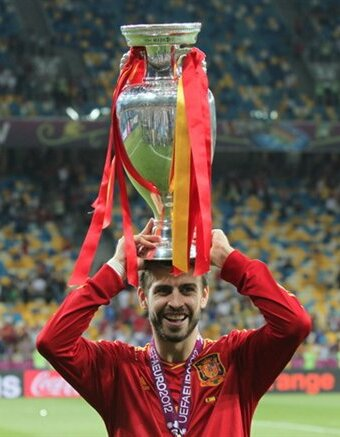
Gerard Piqué avec le trophée de l'Euro 2012 le 1er juillet 2012.

| Équipe d'Espagne -17 ans :                            | Équipe d'Espagne -19 ans (1) :                        | Équipe d'Espagne (2) : |
| ----------------------------------------------------- | ----------------------------------------------------- | --- |
| - Championnat d'Europe des -17 ans - Finaliste : 2004 | - Championnat d'Europe des -19 ans - Vainqueur : 2006 | - Coupe du monde - Vainqueur : 2010 - Championnat d'Europe - Vainqueur : 2012 - Coupe des confédérations - Finaliste : 2013 - Demi-finaliste : 2009 |

### Distinctions individuelles
- Prix Don Balón de joueur révélation de la Liga en 2008-09.
- Membre de l'équipe-type de FIFA/FIFPro World XI en 2010, 2011, 2012 et 2016.
- Membre de l'équipe type de l'année UEFA en 2010, 2011, 2012, 2015 et 2016.
- Membre de l'équipe-type européenne de Sports Illustrated pour la saison 2010-11[37].
- Membre de l'équipe-type du Championnat d'Espagne en 2010, 2011, 2015 et 2017.
- Membre de l'équipe-type de l'Euro 2012.